# Forests de l'arc oriental
Les forests de l'Arc Oriental és una ecoregió de forest montana tropical de frondoses humida. L'ecoregió és situada a l'Àfrica oriental. Comprèn diverses àrees separades que superen els 1000 metres en les muntanyes de Kenya, i (majoritàriament) Tanzània. Tenen en comú estar alineades en els turons que limiten la Gran Vall del Rift per la banda occidental de la vall.

## Enquadrament
Els boscos de l'Arc Oriental sumen un total de 23.830 km² de paisatge muntanyós des dels Turons de Taita en la frontera dels dos països, a través de Tanzània oriental a les Muntanyes Udzungwa i Mont Rungwe. L'ecoregió inclou els Turons Taita, el nord i sud de les Muntanyes Pare, l'est i l'oest de les Muntanyes Usambara, el nord i el sud de les Muntanyes Nguru, l'Ukaguru, l'Uluguru, el Rubeho, i l'Udzungwa, així com Mahenge al sud de l'Udzungwa, el Turó Malundwe en Mikumi, i les Muntanyes Uvidundwa al nord de les Muntanyes Udzungwa.

## Flora

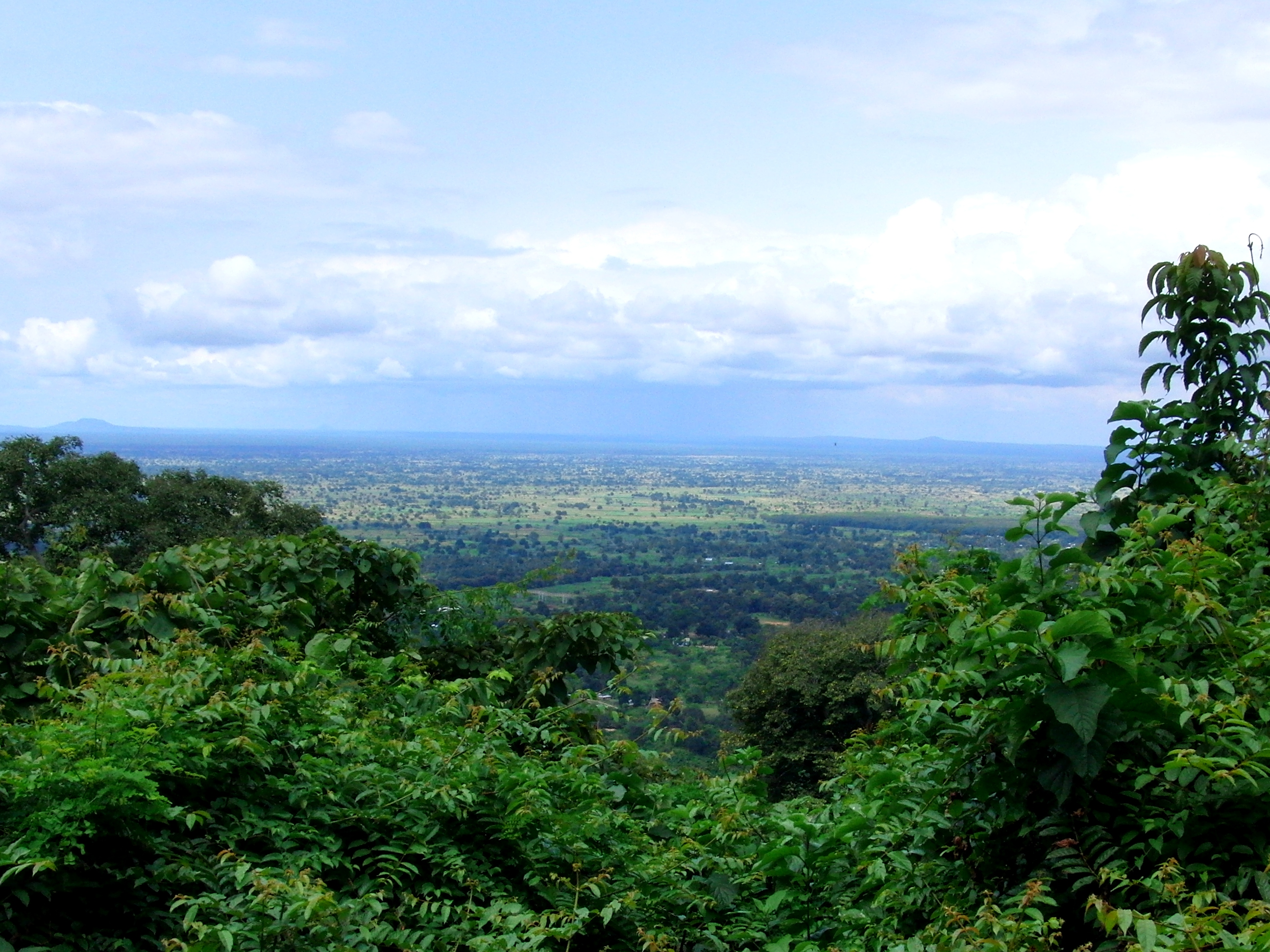
Vista de les planes des d'un dels turons de les Muntanyes Udzungwua

Aquests turons són casa de molta espècie endèmica que superen el nombre de 800 plantes, i és la pàtria original de la violeta africana (Saintpaulia) i l'Impatiens.

## Fauna

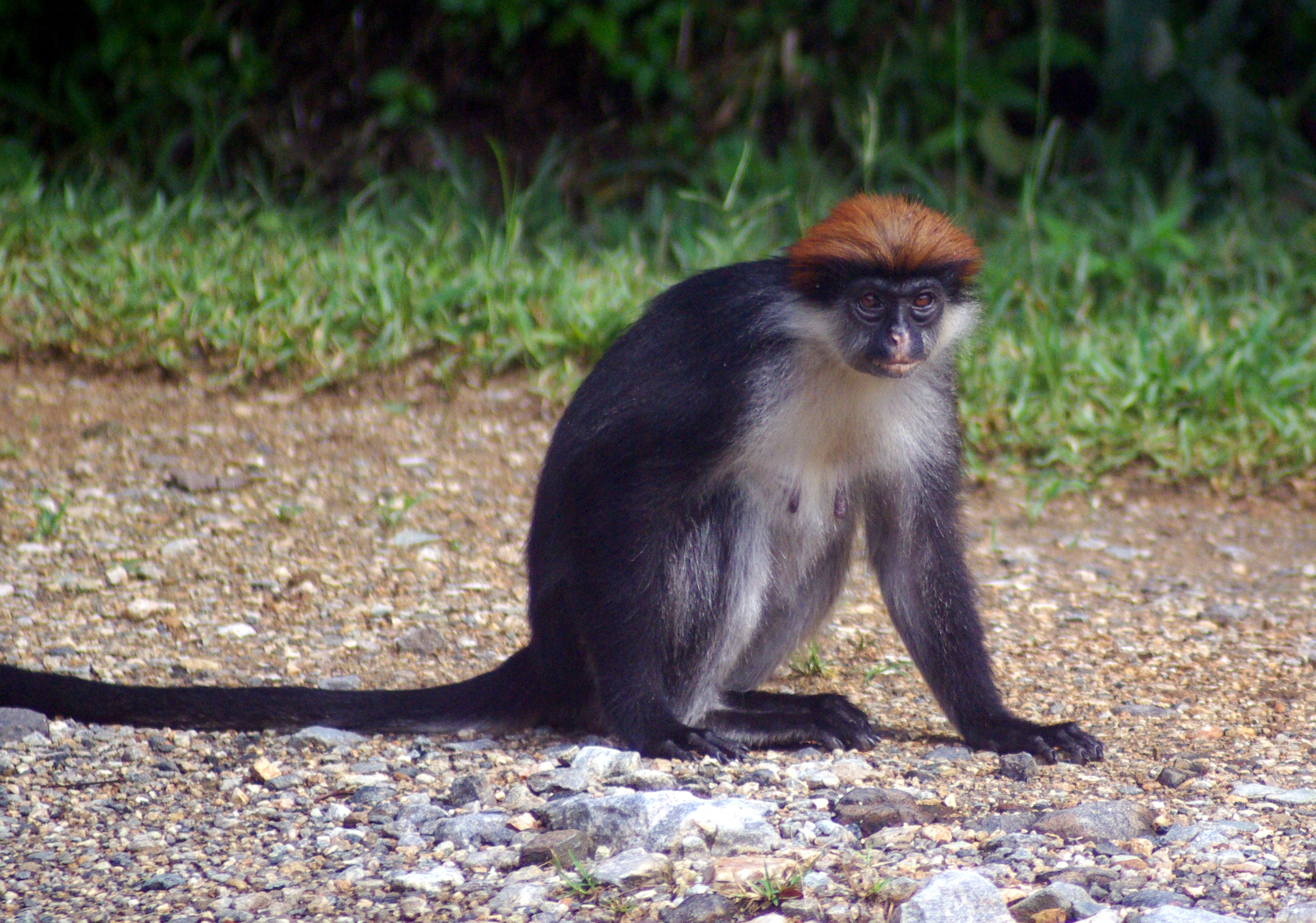
Còlob vermell de les muntanyes Udzungwa

L'eco-regió és rica en vida silvestre amb moltes espècies endèmiques d'aus i alguns mamífers, mentre que els amfibis endèmics inclouen cinc espècies de granotes de canya (Hyperolius), dues espècies de granotes arbòries forestals (Leptopelis), cinc gripaus (Nectophrynoides), quatre espècies de Microhylidae, i cinc Caeciliidae. Els rèptils endèmics inclouen deu espècies de camaleons (set Chamaeleo i tres Rhampholeon), tres serps de cucs (Typhlops) i sis serps Colubridae. Els invertebrats també mostren nivells molt alts d'endemisme. A més, l'estudi de la vida silvestre en aquests turons aïllats és important per a la recerca de vies evolutives.

## Amenaces i conservació
Aquests paisatges de turons són altament poblats amb comunitats pageses i la majoria de bosc s'ha perdut, especialment en els pendents més baixos. L'àrea protegida més gran és el Parc Nacional de les Muntanyes Udzungwa i hi ha també àrees protegides al voltant d'un nombre de reserves, estant aquesta regió central en el subministrament d'aigua de Tanzània .